# Ana Arneodo
Ana Arneodo (1898-1977) fue una actriz de cine y televisión argentina nacida en Francia, de las décadas de 1940 y 1950
Arneodo comenzó sus apariciones en filme en 1939, y continuó en el medio cinematográfico con 24 apariciones entre ese año y 1958. Trabajó regularmente en las películas del director Francisco Mugica. En 1958, se retiró "de las tablas".

## Filmografía
- Las apariencias engañan (1958)
- Oro bajo (1956)
- Barrio gris (1954)
- Fin de mes (1953)
- Surcos de sangre (1950)
- La campana nueva (1950)
- La cuna vacía (1949)
- Al marido hay que seguirlo (1948)
- La gran tentación (1948)
- Se abre el abismo (1945)
- Se rematan ilusiones (1944)
- Un atardecer de amor (1943)
- Todo un hombre (1943)
- El espejo (1943)
- El viaje (1942)
- Adolescencia (1942)
- Cada hogar un mundo (1942)
- Su primer baile (1942)
- Los martes, orquídeas (1941)
- Una vez en la vida (1941)
- Ha entrado un ladrón (1940)
- Nosotros, los muchachos (1940)
- Un señor mucamo (1940)
- El solterón (1939)